# Kalvemavernes anatomi
Kalvemavernes anatomi er en dansk dokumentarfilm fra 1983.

## Handling
Filmen viser mavernes placering hos en kalv og en kvie, så man kan se de ændringer, der er sket i mavernes placering under opvæksten.